# EMA 2017
EMA 2017 je potekala 17., 18. in 24. februarja 2017 na Gospodarskem razstavišču v Ljubljani. Vse tri večere so povezovali Maja Martina Merljak, Tina Gorenjak in Tanja Kocman ter Mario Galunič (v predizborih je bila naloga slednjega predvsem razložiti pravila glasovanja). Urednik projekta je bil Aleksander Radić. Prenos vseh treh večerov je režiral Nejc Levstik.
Zmagal je Omar Naber s pesmijo "On My Way" in tako postal šele drugi izvajalec, ki je na Emi zmagal dvakrat.

## Javni razpis
Javni razpis je bil objavljen 20. julija 2016, zbiranje pesmi pa je potekalo do 3. novembra. Pravila sodelovanja med drugim določajo, da mora biti bodisi izvajalec bodisi avtor skladbe državljan Republike Slovenije in da mora biti skladba na dan prijave na razpis še neobjavljena.

## Format
Pravila so bila objavljena 2. decembra 2016. Ema 2017 bo potekala v 3 večerih (2 predizbora in finalni izbor). V predizborih se bo predstavilo 16 pesmi, 8 v vsakem. V finale se bosta iz obeh predizborov uvrstili 2 pesmi po izboru občinstva in 2 po izboru 7-članske strokovne žirije (pri slednjih dveh gre za najbolje ocenjeni pesmi po glasovih žirije, ki v finale nista napredovali po glasovanju občinstva). V finalu bo tako 8 skladb. V njem bo glasovalo 6 regijskih žirij, ki bodo prispevale polovico glasov, in občinstvo, ki bo prispevalo drugo polovico (50 % : 50 %). Vsaka regijska žirija, ki bo imela 3 člane, bo podelila točke 6 pesmim, in sicer 12 najboljši, nato pa 10, 8, 6, 4 in 2, vseh šest skupno 252. Tudi občinstvo bo točke podelilo 6 pesmim, in sicer 72 najboljši, nato 60, 48, 36, 24 in 12, skupno 252. Zmagala bo tista skladba, ki bo v skupnem seštevku prejela največ točk. V primeru izenačenja ima večjo težo telefonsko glasovanje.

## Tekmovalne skladbe
Izborna komisija, ki so jo sestavljali ManuElla, Boštjan Grabnar, Jernej Vene in Aleksander Radić, je izmed 90 prijav za festival izbrala 16 skladb. Imena nastopajočih so bila razkrita v oddaji Vikend paket 4. decembra 2016. Za prvotno šestnajsterico je bila izbrana tudi Maja Keuc - Amaya, ki pa je mesec pred predizboroma zaradi spremembe glasbenih načrtov za mednarodno kariero odstopila. Namesto nje je bil k izboru povabljen Clemens.
| Izvajalec                                  | Naslov pesmi         | Avtorji glasbe, besedila in aranžmaja                                                                   |
| ------------------------------------------ | -------------------- | --- |
| Alya                                       | "Halo / Come On"     | Raay (g), Rok Lunaček (b), Tina Piš (b), Raay Music (a)                                                 |
| BQL                                        | "Heart of Gold"      | Maraaya (g), Anej Piletič (b), Raay Music (a)                                                           |
| Clemens                                    | "Tok ti sede"        | Klemen Mramor (gba)                                                                                     |
| Ina Shai                                   | "Colour Me"          | Martina Šraj (gb), Hans Kristjan Aljas (a), Vincenzo Capodivento (a), Niccolo Rebecchi (a)              |
| Kataya & Duncan Kamakana                   | "Are You There"      | Tim Žibrat (gba), Duncan Kamakana (b), Kataya (b), Blaž Vrečko (a), Klemen Orter (a), Samo Jezovšek (a) |
| King Foo                                   | "Wild Ride"          | Rok Golob (gba), Cherie Lucas (b)                                                                       |
| Lea Sirk                                   | "Freedom"            | Lea Sirk (gba), Gaber Radojevič (ga), Miha Gorše (a), Tomy DeClerque (a)                                |
| Nika Zorjan                                | "Fse"                | Maraaya (g), Nika Zorjan (b), Raay Music (a)                                                            |
| Nuška Drašček                              | "Flower in the Snow" | Pele Loriano (ga), Lina Button (gb), Brendan Wade (b)                                                   |
| Omar Naber                                 | "On My Way"          | Omar Naber (gba), Žiga Pirnat (a)                                                                       |
| Raiven                                     | "Zažarim"            | Jernej Kržič (ga), Tadej Košir (ga), Sara Briški Cirman (gb)                                            |
| Sell Out                                   | "Ni panike"          | Miha Gorše (ga), Uroš Obranovič (g), Tina Muc (b)                                                       |
| Tim Kores - Kori                           | "Open Fire"          | Jeff Lewis (gba), Drew Lawrence (gba)                                                                   |
| Tosca Beat                                 | "Free World"         | Andraž Kržič (gb), Tosca Beat (g), Peter Penko (ba), Jamirko (a)                                        |
| United Pandaz & Arsello feat. Alex Volasko | "Heart to Heart"     | Gorazd Hižak - Arsello (ga), Alex Volasko (gb)                                                          |
| Zala                                       | "Lalalatino"         | Zala (gb), Krešimir Tomec (a), Luka Ipavec (a)                                                          |

## 1. predizbor
Prvi predizbor je potekal v petek, 17. februarja 2017. Kot glasbeni gostje so nastopili Eva Boto ("Love Shine a Light"), ManuElla ("Blue and Red") in Veseli svatje ("Ne, ni res"). Kratek voditeljski vložek sta imela Darja Gajšek in Blaž Švab, voditelja Slovenskega pozdrava.
| #  | Izvajalec   | Pesem            | Tel. glas. | Tel. glas. | Žirija (mesto) |
| #  | Izvajalec   | Pesem            | Št. glasov | Mesto      | Žirija (mesto) |
| -- | ----------- | ---------------- | ---------- | ---------- | -------------- |
| 1. | KiNG FOO    | "Wild Ride"      | 407        | 8.         | 2.             |
| 2. | Nika Zorjan | "Fse"            | 1185       | 4.         | 3.             |
| 3. | Tosca Beat  | "Free World"     | 1270       | 3.         | 5.             |
| 4. | Lea Sirk    | "Freedom"        | 879        | 5.         | 4.             |
| 5. | Sell Out    | "Ni panike"      | 1828       | 2.         | 8.             |
| 6. | Zala        | "Lalalatino"     | 412        | 7.         | 7.             |
| 7. | Alya        | "Halo / Come On" | 864        | 6.         | 6.             |
| 8. | Omar Naber  | "On My Way"      | 2506       | 1.         | 1.             |

Tako v prvem kot v drugem predizboru je glasovala žirija v sestavi Martin Štibernik, Alenka Godec, Rebeka Dremelj, Patrik Greblo, Eva Boto, Jernej Dirnbek in Anika Horvat.

## 2. predizbor
Drugi predizbor je potekal v soboto, 18. februarja 2017. Kot glasbena gosta sta nastopila Samuel Lucas ("Hold Me Now") in Alenka Godec ("Če verjameš ali ne" in "Poglej me v oči").
| #  | Izvajalec                                  | Pesem                | Tel. glas. | Tel. glas. | Žirija (mesto) |
| #  | Izvajalec                                  | Pesem                | Št. glasov | Mesto      | Žirija (mesto) |
| -- | ------------------------------------------ | -------------------- | ---------- | ---------- | -------------- |
| 1. | Clemens                                    | "Tok ti sede"        | 253        | 8.         | 6.             |
| 2. | Raiven                                     | "Zažarim"            | 1467       | 3.         | 4.             |
| 3. | Kataya & Duncan Kamakana                   | "Are You There"      | 724        | 6.         | 8.             |
| 4. | BQL                                        | "Heart of Gold"      | 3486       | 1.         | 3.             |
| 5. | Ina Shai                                   | "Colour Me"          | 788        | 5.         | 5.             |
| 6. | United Pandaz & Arsello feat. Alex Volasko | "Heart to Heart"     | 370        | 7.         | 7.             |
| 7. | Tim Kores                                  | "Open Fire"          | 899        | 4.         | 2.             |
| 8. | Nuška Drašček                              | "Flower in the Snow" | 1687       | 2.         | 1.             |

## Finale
Finale je potekal v petek, 24. februarja 2017. Kot glasbeni gostje so nastopili ManuElla ("Salvation"), Tony Cetinski ("Nek ti ljubav bude sva" in "Laku noć") in Džamala ("1944").
| #  | Izvajalec     | Pesem                | Žirije | Tel. glas. | Tel. glas. | ∑   | Mesto |
| #  | Izvajalec     | Pesem                | Žirije | Št. glasov | Točke      | ∑   | Mesto |
| -- | ------------- | -------------------- | ------ | ---------- | ---------- | --- | ----- |
| 1. | Sell Out      | "Ni panike"          | 0      | 2335       | 24         | 24  | 6.    |
| 2. | Nuška Drašček | "Flower in the Snow" | 56     | 2032       | 12         | 68  | 4.    |
| 3. | Tim Kores     | "Open Fire"          | 10     | 1543       | 0          | 10  | 8.    |
| 4. | Nika Zorjan   | "Fse"                | 20     | 2419       | 36         | 56  | 5.    |
| 5. | King Foo      | "Wild Ride"          | 14     | 918        | 0          | 14  | 7.    |
| 6. | Omar Naber    | "On My Way"          | 64     | 5165       | 60         | 124 | 1.    |
| 7. | BQL           | "Heart of Gold"      | 42     | 13134      | 72         | 114 | 2.    |
| 8. | Raiven        | "Zažarim"            | 46     | 3292       | 48         | 94  | 3.    |

Rezultati telefonskega glasovanja
| \| Glasovi gledalcev \| Glasovi gledalcev \| Glasovi gledalcev \| Glasovi gledalcev \| Glasovi gledalcev \| \| ----------------- \| ----------------- \| ----------------- \| ----------------- \| ----------------- \| \| \| \| \| \| \| \| BQL \| BQL \| \| 42.6% \| 42.6% \| \| Omar Naber \| Omar Naber \| \| 16.7% \| 16.7% \| \| Raiven \| Raiven \| \| 10.7% \| 10.7% \| \| Nika Zorjan \| Nika Zorjan \| \| 7.8% \| 7.8% \| \| Sell Out \| Sell Out \| \| 7.6% \| 7.6% \| \| Nuška Drašček \| Nuška Drašček \| \| 6.6% \| 6.6% \| \| Tim Kores \| Tim Kores \| \| 5% \| 5% \| \| King Foo \| King Foo \| \| 3% \| 3% \| |               |  |       |       |
| Glasovi gledalcev |               |  |       |       |
| |               |  |       |       |
| BQL | BQL           |  | 42.6% | 42.6% |
| Omar Naber | Omar Naber    |  | 16.7% | 16.7% |
| Raiven | Raiven        |  | 10.7% | 10.7% |
| Nika Zorjan | Nika Zorjan   |  | 7.8%  | 7.8%  |
| Sell Out | Sell Out      |  | 7.6%  | 7.6%  |
| Nuška Drašček | Nuška Drašček |  | 6.6%  | 6.6%  |
| Tim Kores | Tim Kores     |  | 5%    | 5%    |
| King Foo | King Foo      |  | 3%    | 3%    |

Podrobno glasovanje 6 strokovnih regijskih žirij
| #  | Pesem                | Ljubljana | Kranj | Maribor | Koper | Novo mesto | Celje | ∑  |
| -- | -------------------- | --------- | ----- | ------- | ----- | ---------- | ----- | -- |
| 1. | "Ni panike"          | 0         | 0     | 0       | 0     | 0          | 0     | 0  |
| 2. | "Flower in the Snow" | 8         | 8     | 10      | 10    | 10         | 10    | 56 |
| 3. | "Open Fire"          | 0         | 0     | 2       | 4     | 4          | 0     | 10 |
| 4. | "Fse"                | 2         | 6     | 4       | 2     | 2          | 4     | 20 |
| 5. | "Wild Ride"          | 4         | 4     | 0       | 0     | 0          | 6     | 14 |
| 6. | "On My Way"          | 10        | 12    | 12      | 12    | 6          | 12    | 64 |
| 7. | "Heart of Gold"      | 12        | 2     | 6       | 6     | 8          | 8     | 42 |
| 8. | "Zažarim"            | 6         | 10    | 8       | 8     | 12         | 2     | 46 |

Člani žirij so bili (kot prvi so navedeni sporočevalci točk):
- Ljubljana: Martin Štibernik, Alenka Godec, Aleš Klinar
- Maribor: Eva Boto, Bilbi, Primož Štorman
- Celje: ManuElla, Matic Jere, Sanja Mlinar Marin

- Kranj: Manca Izmajlova, Darja Švajger, Tina Marinšek
- Koper: Anika Horvat, Andra F, Steffy
- Novo mesto: Gašper Rifelj, Tomislav Jovanović - Tokac, Ivo Rimc